# Dainembutsu-ji

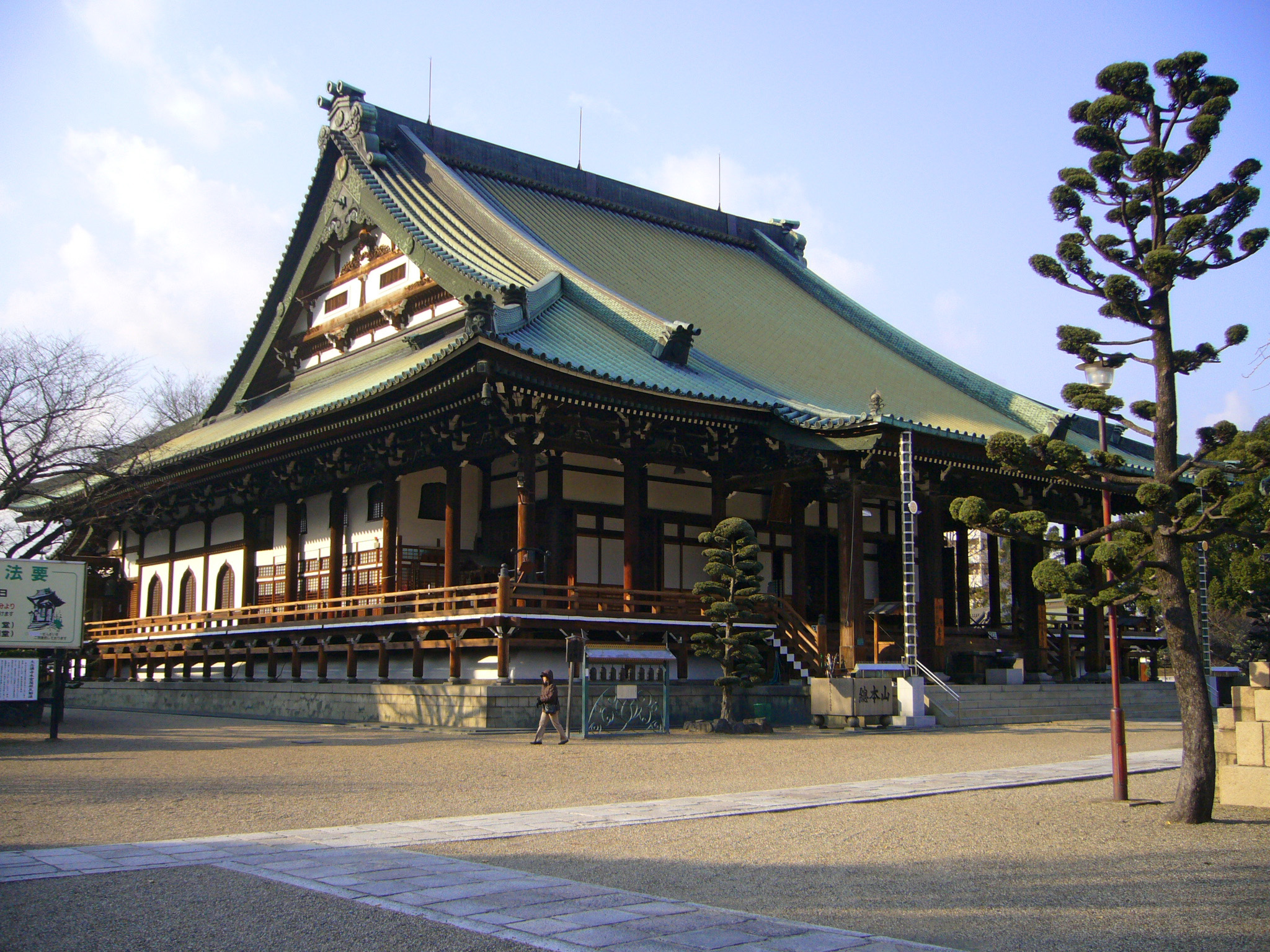
Haupthalle (本堂, hondō) des Tempels

Der Dainembutsu-ji (jap. 大念仏寺) ist ein buddhistischer Tempel im Hirano-ku der japanischen Stadt Osaka und Haupttempel der Yūzū Nembutsu-shū mit ca. 350 Zweigtempeln.
Ursprünglich gehörte der Tempel unter dem Namen Shuraku-ji (修楽寺) zur Shingon-shū und wurde von Ryōnin (良忍; 1072–1132), dem Begründer der Yūzū Nembutsu-shū, nach seinem Aufenthalt im Shitennō-ji (1127) besucht. Unter Ryōnins Nachfolger Gongen (権現) wurde der Tempel zur Yūzū Nembutsu-shū konvertiert.
Zum Haupttempel der Yūzū Nembutsu-shū wurde er unter Hōmyō (法明; 1279–1349), der ihn restaurierte.